# Chiquititas: Rincón de luz
Chiquititas: Rincón de luz è un film argentino del 2001 diretto da José Luis Massa.
Derivato da un'idea della serie televisiva Chiquititas, i ruoli maggiori sono interpretati da Benjamín Rojas, Felipe Colombo, Nadia Di Cello, Sebastián Francini, Luisana Lopilato, Camila Bordonaba e Agustín Sierra.

## Trama
Il film racconta la storia di Belén Fraga, una dolce e bella ragazza, a cui, un uomo saggio offre la possibilità di scegliere da sola il suo destino. Quando vede un libro sceglie il suo destino magico. Belén è veramente tentata da questa offerta, ma lei decide di prendere la strada maestra, scrivendo la propria storia, non sapendo come verrà fuori, anche se lei non sa come andrà a finire che è certo che nella sua ricerca, lei sarà aiutata da un gruppo di orfani. Magicamente si ritrova in un villaggio, chiamato Ciervo Dorado, che è in mezzo alla montagna. In quel luogo tutti anche gli orfani trovano l'amore, però anche un colonnello cattivo che li tratta male, e Belén trova Alejo, che sarà il suo amore.

## Date di uscita
- 12 giugno 2001 in Argentina
- 6 dicembre 2001 in Israele